# Кубок Футбольной лиги 1989/1990
Кубок Футбольной лиги 1989/90 (англ. 1989–90 Football League Cup, официальное спонсорское название — Littlewoods Challenge Cup) стал тридцатым розыгрышем Кубка Футбольной лиги, клубного турнира на выбывание для английских и валлийских футбольных клубов, выступавших в Футбольной лиге Англии. Турнир прошёл с 21 августа 1989 года по 29 апреля 1990 года.
Победу в турнире во второй раз подряд и в четвёртый раз в своей истории одержал «Ноттингем Форест», обыгравший в финальном матче «Олдем Атлетик» на стадионе «Уэмбли» в Лондоне. 

## Первый раунд
В первом раунде приняли участие 56 команд: все 48 команд, входивших в Третий и Четвёртый дивизионы, а также восемь команд из Второго дивизиона (три команды, вышедшие во Второй дивизион из Третьего и пять команд, занявших места с 17-го по 21-е по итогам предыдущего сезона Футбольной лиги. Каждая команда играла с соперником дважды: дома и на выезде, победитель определялся по сумме двух матчей.

### Первые матчи
| Хозяева                  | Счёт | Гости            | Дата            |
| ------------------------ | ---- | ---------------- | --------------- |
| Бирмингем Сити           | 2:1  | Честерфилд       | 22 августа 1989 |
| Блэкпул                  | 2:2  | Бернли           | 22 августа 1989 |
| Брайтон энд Хоув Альбион | 0:3  | Брентфорд        | 23 августа 1989 |
| Бристоль Сити            | 2:3  | Рединг           | 22 августа 1989 |
| Бристоль Роверс          | 1:0  | Портсмут         | 23 августа 1989 |
| Кембридж Юнайтед         | 3:1  | Мейдстон Юнайтед | 22 августа 1989 |
| Кардифф Сити             | 0:3  | Плимут Аргайл    | 22 августа 1989 |
| Колчестер Юнайтед        | 3:4  | Саутенд Юнайтед  | 22 августа 1989 |
| Кру Александра           | 4:0  | Честер Сити      | 22 августа 1989 |
| Эксетер Сити             | 3:0  | Суонси Сити      | 23 августа 1989 |
| Фулхэм                   | 0:1  | Оксфорд Юнайтед  | 23 августа 1989 |
| Джиллингем               | 1:4  | Лейтон Ориент    | 22 августа 1989 |
| Галифакс Таун            | 3:1  | Карлайл Юнайтед  | 22 августа 1989 |
| Хартлпул Юнайтед         | 3:3  | Йорк Сити        | 23 августа 1989 |
| Хаддерсфилд Таун         | 1:1  | Донкастер Роверс | 22 августа 1989 |
| Халл Сити                | 1:0  | Гримсби Таун     | 22 августа 1989 |
| Мансфилд Таун            | 1:1  | Нортгемптон Таун | 22 августа 1989 |
| Питерборо Юнайтед        | 2:0  | Олдершот         | 23 августа 1989 |
| Престон Норт Энд         | 3:4  | Транмир Роверс   | 22 августа 1989 |
| Рочдейл                  | 2:1  | Болтон Уондерерс | 22 августа 1989 |
| Скарборо                 | 2:0  | Сканторп Юнайтед | 22 августа 1989 |
| Шеффилд Юнайтед          | 1:1  | Ротерем Юнайтед  | 22 августа 1989 |
| Шрусбери Таун            | 3:0  | Ноттс Каунти     | 22 августа 1989 |
| Стокпорт Каунти          | 1:0  | Бери             | 21 августа 1989 |
| Торки Юнайтед            | 1:0  | Херефорд Юнайтед | 22 августа 1989 |
| Уолсолл                  | 1:2  | Порт Вейл        | 22 августа 1989 |
| Вулверхэмптон Уондерерс  | 1:0  | Линкольн Сити    | 22 августа 1989 |
| Рексем                   | 0:0  | Уиган Атлетик    | 22 августа 1989 |

### Ответные матчи
| Хозяева          | Счёт | Гости                    | Дата            | Итог |
| ---------------- | ---- | ------------------------ | --------------- | ---- |
| Олдершот         | 6:2  | Питерборо Юнайтед        | 29 августа 1989 | 6:4  |
| Болтон Уондерерс | 5:1  | Рочдейл                  | 29 августа 1989 | 6:3  |
| Брентфорд        | 1:1  | Брайтон энд Хоув Альбион | 29 августа 1989 | 4:1  |
| Бернли           | 0:1  | Блэкпул                  | 29 августа 1989 | 2:3  |
| Бери             | 1:1  | Стокпорт Каунти          | 29 августа 1989 | 1:2  |
| Карлайл Юнайтед  | 1:0  | Галифакс Таун            | 29 августа 1989 | 2:3  |
| Честер Сити      | 0:2  | Кру Александра           | 29 августа 1989 | 0:6  |
| Честерфилд       | 1:1  | Бирмингем Сити           | 29 августа 1989 | 2:3  |
| Донкастер Роверс | 1:2  | Хаддерсфилд Таун         | 29 августа 1989 | 2:3  |
| Гримсби Таун     | 2:0  | Халл Сити                | 29 августа 1989 | 2:1  |
| Херефорд Юнайтед | 3:0  | Торки Юнайтед            | 30 августа 1989 | 3:1  |
| Лейтон Ориент    | 3:0  | Джиллингем               | 29 августа 1989 | 7:1  |
| Линкольн Сити    | 0:2  | Вулверхэмптон Уондерерс  | 30 августа 1989 | 0:3  |
| Мейдстон Юнайтед | 0:1  | Кембридж Юнайтед         | 30 августа 1989 | 1:4  |
| Нортгемптон Таун | 0:2  | Мансфилд Таун            | 5 сентября 1989 | 1:3  |
| Ноттс Каунти     | 3:1  | Шрусбери Таун            | 29 августа 1989 | 3:4  |
| Оксфорд Юнайтед  | 3:5  | Фулхэм                   | 30 августа 1989 | 4:5  |
| Плимут Аргайл    | 0:2  | Кардифф Сити             | 29 августа 1989 | 3:2  |
| Порт Вейл        | 1:0  | Уолсолл                  | 28 августа 1989 | 3:1  |
| Портсмут         | 2:0  | Бристоль Роверс          | 29 августа 1989 | 2:1  |
| Рединг           | 2:2  | Бристоль Сити            | 29 августа 1989 | 5:4  |
| Ротерем Юнайтед  | 1:0  | Шеффилд Юнайтед          | 29 августа 1989 | 2:1  |
| Сканторп Юнайтед | 1:1  | Скарборо                 | 29 августа 1989 | 1:3  |
| Саутенд Юнайтед  | 2:1  | Колчестер Юнайтед        | 29 августа 1989 | 6:4  |
| Суонси Сити      | 1:1  | Эксетер Сити             | 29 августа 1989 | 1:4  |
| Транмир Роверс   | 3:1  | Престон Норт Энд         | 29 августа 1989 | 7:4  |
| Уиган Атлетик    | 5:0  | Рексем                   | 30 августа 1989 | 5:0  |
| Йорк Сити        | 4:1  | Хартлпул Юнайтед         | 29 августа 1989 | 7:3  |

## Второй раунд
Во втором раунде приняли участие 64 команды: 28 победителей первого раунда, 14 оставшихся команд Второго дивизиона и все 22 команды Первого дивизиона. Каждая команда играла с соперником дважды: дома и на выезде, победитель определялся по сумме двух матчей.

### Первые матчи
| Хозяева              | Счёт | Гости                   | Дата             |
| -------------------- | ---- | ----------------------- | ---------------- |
| Арсенал              | 2:0  | Плимут Аргайл           | 19 сентября 1989 |
| Астон Вилла          | 2:1  | Вулверхэмптон Уондерерс | 20 сентября 1989 |
| Барнсли              | 1:1  | Блэкпул                 | 19 сентября 1989 |
| Бирмингем Сити       | 1:2  | Вест Хэм Юнайтед        | 19 сентября 1989 |
| Болтон Уондерерс     | 2:1  | Уотфорд                 | 19 сентября 1989 |
| Брентфорд            | 2:1  | Манчестер Сити          | 19 сентября 1989 |
| Кембридж Юнайтед     | 2:1  | Дерби Каунти            | 19 сентября 1989 |
| Чарльтон Атлетик     | 3:1  | Херефорд Юнайтед        | 20 сентября 1989 |
| Челси                | 1:1  | Скарборо                | 19 сентября 1989 |
| Кру Александра       | 0:1  | Борнмут                 | 19 сентября 1989 |
| Кристал Пэлас        | 1:2  | Лестер Сити             | 19 сентября 1989 |
| Эксетер Сити         | 3:0  | Блэкберн Роверс         | 20 сентября 1989 |
| Гримсби Таун         | 3:1  | Ковентри Сити           | 19 сентября 1989 |
| Ипсвич Таун          | 0:1  | Транмир Роверс          | 19 сентября 1989 |
| Лейтон Ориент        | 0:2  | Эвертон                 | 19 сентября 1989 |
| Ливерпуль            | 5:2  | Уиган Атлетик           | 19 сентября 1989 |
| Мансфилд Таун        | 3:4  | Лутон Таун              | 19 сентября 1989 |
| Мидлсбро             | 4:0  | Галифакс Таун           | 20 сентября 1989 |
| Норвич Сити          | 1:1  | Ротерем Юнайтед         | 20 сентября 1989 |
| Ноттингем Форест     | 1:1  | Хаддерсфилд Таун        | 20 сентября 1989 |
| Олдем Атлетик        | 2:1  | Лидс Юнайтед            | 19 сентября 1989 |
| Порт Вейл            | 1:2  | Уимблдон                | 18 сентября 1989 |
| Портсмут             | 2:3  | Манчестер Юнайтед       | 20 сентября 1989 |
| Куинз Парк Рейнджерс | 2:1  | Стокпорт Каунти         | 20 сентября 1989 |
| Рединг               | 3:1  | Ньюкасл Юнайтед         | 19 сентября 1989 |
| Шеффилд Уэнсдей      | 0:0  | Олдершот                | 20 сентября 1989 |
| Шрусбери Таун        | 0:3  | Суиндон Таун            | 19 сентября 1989 |
| Сток Сити            | 1:0  | Миллуолл                | 19 сентября 1989 |
| Сандерленд           | 1:1  | Фулхэм                  | 19 сентября 1989 |
| Тоттенхэм Хотспур    | 1:0  | Саутенд Юнайтед         | 20 сентября 1989 |
| Вест Бромвич Альбион | 1:3  | Брэдфорд Сити           | 20 сентября 1989 |
| Йорк Сити            | 0:1  | Саутгемптон             | 20 сентября 1989 |

### Ответные матчи
| Хозяева                 | Счёт | Гости                | Дата           | Итог |
| ----------------------- | ---- | -------------------- | -------------- | ---- |
| Олдершот                | 0:8  | Шеффилд Уэнсдей      | 3 октября 1989 | 0:8  |
| Блэкберн Роверс         | 2:1  | Эксетер Сити         | 3 октября 1989 | 2:4  |
| Блэкпул                 | 1:1  | Барнсли              | 3 октября 1989 | 2:2  |
| Борнмут                 | 0:0  | Кру Александра       | 3 октября 1989 | 1:0  |
| Брэдфорд Сити           | 3:5  | Вест Бромвич Альбион | 4 октября 1989 | 6:6  |
| Ковентри Сити           | 3:0  | Гримсби Таун         | 4 октября 1989 | 4:3  |
| Дерби Каунти            | 5:0  | Кембридж Юнайтед     | 4 октября 1989 | 6:2  |
| Эвертон                 | 2:2  | Лейтон Ориент        | 3 октября 1989 | 4:2  |
| Фулхэм                  | 0:3  | Сандерленд           | 3 октября 1989 | 1:4  |
| Галифакс Таун           | 0:1  | Мидлсбро             | 3 октября 1989 | 0:5  |
| Херефорд Юнайтед        | 0:1  | Чарльтон Атлетик     | 4 октября 1989 | 1:4  |
| Хаддерсфилд Таун        | 3:3  | Ноттингем Форест     | 3 октября 1989 | 4:4  |
| Лидс Юнайтед            | 1:2  | Олдем Атлетик        | 3 октября 1989 | 2:4  |
| Лестер Сити             | 2:3  | Кристал Пэлас        | 4 октября 1989 | 4:4  |
| Лутон Таун              | 7:2  | Мансфилд Таун        | 3 октября 1989 | 11:5 |
| Манчестер Сити          | 4:1  | Брентфорд            | 4 октября 1989 | 5:3  |
| Манчестер Юнайтед       | 0:0  | Портсмут             | 3 октября 1989 | 3:2  |
| Миллуолл                | 2:0  | Сток Сити            | 4 октября 1989 | 2:1  |
| Ньюкасл Юнайтед         | 4:0  | Рединг               | 4 октября 1989 | 5:3  |
| Плимут Аргайл           | 1:6  | Арсенал              | 3 октября 1989 | 1:8  |
| Ротерем Юнайтед         | 0:2  | Норвич Сити          | 3 октября 1989 | 1:3  |
| Скарборо                | 3:2  | Челси                | 4 октября 1989 | 4:3  |
| Саутгемптон             | 2:0  | Йорк Сити            | 3 октября 1989 | 3:0  |
| Саутенд Юнайтед         | 3:2  | Тоттенхэм Хотспур    | 4 октября 1989 | 3:3  |
| Стокпорт Каунти         | 0:0  | Куинз Парк Рейнджерс | 2 октября 1989 | 1:2  |
| Суиндон Таун            | 3:1  | Шрусбери Таун        | 3 октября 1989 | 6:1  |
| Транмир Роверс          | 1:0  | Ипсвич Таун          | 3 октября 1989 | 2:0  |
| Уотфорд                 | 1:1  | Болтон Уондерерс     | 3 октября 1989 | 2:3  |
| Вест Хэм Юнайтед        | 1:1  | Бирмингем Сити       | 4 октября 1989 | 3:2  |
| Уиган Атлетик           | 0:3  | Ливерпуль            | 4 октября 1989 | 2:8  |
| Уимблдон                | 3:0  | Порт Вейл            | 4 октября 1989 | 5:1  |
| Вулверхэмптон Уондерерс | 1:1  | Астон Вилла          | 4 октября 1989 | 2:3  |

## Третий раунд
В третьем раунде приняли участие 32 команды, одержавшие победы во втором раунде. В отличие от предыдущих двух раундов, победитель определялся в одном матче, в случае ничейного исхода назначалась переигровка.
В этом раунде был зафиксирован новый рекорд турнира по количеству забитых мячей одним игроком: Фрэнки Банн из «Олдем Атлетик» забил шесть мячей в ворота «Скарборо».

### Матчи
| Хозяева              | Счёт | Гости                | Дата            |
| -------------------- | ---- | -------------------- | --------------- |
| Арсенал              | 1:0  | Ливерпуль            | 25 октября 1989 |
| Астон Вилла          | 0:0  | Вест Хэм Юнайтед     | 25 октября 1989 |
| Кристал Пэлас        | 0:0  | Ноттингем Форест     | 24 октября 1989 |
| Дерби Каунти         | 2:1  | Шеффилд Уэнсдей      | 25 октября 1989 |
| Эвертон              | 3:0  | Лутон Таун           | 24 октября 1989 |
| Эксетер Сити         | 3:0  | Блэкпул              | 25 октября 1989 |
| Манчестер Сити       | 3:1  | Норвич Сити          | 25 октября 1989 |
| Манчестер Юнайтед    | 0:3  | Тоттенхэм Хотспур    | 25 октября 1989 |
| Мидлсбро             | 1:1  | Уимблдон             | 25 октября 1989 |
| Ньюкасл Юнайтед      | 0:1  | Вест Бромвич Альбион | 25 октября 1989 |
| Олдем Атлетик        | 7:0  | Скарборо             | 25 октября 1989 |
| Куинз Парк Рейнджерс | 1:2  | Ковентри Сити        | 25 октября 1989 |
| Саутгемптон          | 1:0  | Чарльтон Атлетик     | 24 октября 1989 |
| Сандерленд           | 1:1  | Борнмут              | 24 октября 1989 |
| Суиндон Таун         | 3:3  | Болтон Уондерерс     | 24 октября 1989 |
| Транмир Роверс       | 3:2  | Миллуолл             | 23 октября 1989 |

| Арсенал  | 1:0 | Ливерпуль |
| -------- | --- | --------- |
| Смит 80′ |     |           |

| Астон Вилла | 0:0 | Вест Хэм Юнайтед |
| ----------- | --- | ---------------- |
|             |     |                  |

| Кристал Пэлас | 0:0 | Ноттингем Форест |
| ------------- | --- | ---------------- |
|               |     |                  |

| Эвертон        | 3:0 | Лутон Таун |
| -------------- | --- | ---------- |
| Ньюэлл · Невин |     |            |

| Манчестер Юнайтед | 0:3 | Тоттенхэм Хотспур                   |
| ----------------- | --- | ----------------------------------- |
|                   |     | Линекер 22′ · Самуэйз ? · Найим 88′ |

| Олдем Атлетик | 7:0 | Скарборо |
| ------------- | --- | -------- |
| Банн · Ритчи  |     |          |

### Переигровки
| Хозяева          | Счёт | Гости         | Дата          |
| ---------------- | ---- | ------------- | ------------- |
| Болтон Уондерерс | 1:1  | Суиндон Таун  | 7 ноября 1989 |
| Борнмут          | 0:1  | Сандерленд    | 7 ноября 1989 |
| Ноттингем Форест | 5:0  | Кристал Пэлас | 1 ноября 1989 |
| Вест Хэм Юнайтед | 1:0  | Астон Вилла   | 8 ноября 1989 |
| Уимблдон         | 1:0  | Мидлсбро      | 8 ноября 1989 |

| Борнмут | 0:1 | Сандерленд |
| ------- | --- | ---------- |
|         |     | Габбьядини |

| Вест Хэм Юнайтед | 1:0 | Астон Вилла |
| ---------------- | --- | ----------- |
| Дикс             |     |             |

### Вторая переигровка
| Хозяева          | Счёт | Гости        | Дата           |
| ---------------- | ---- | ------------ | -------------- |
| Болтон Уондерерс | 1:1  | Суиндон Таун | 14 ноября 1989 |

### Третья переигровка
| Хозяева      | Счёт | Гости            | Дата           |
| ------------ | ---- | ---------------- | -------------- |
| Суиндон Таун | 2:1  | Болтон Уондерерс | 20 ноября 1989 |

## Четвёртый раунд
В четвёртом раунде приняли участие 16 команд, одержавшие победы в третьем раунде. Победитель определялся в одном матче, в случае ничейного исхода назначалась переигровка.

### Матчи
| Хозяева          | Счёт | Гости                | Дата           |
| ---------------- | ---- | -------------------- | -------------- |
| Дерби Каунти     | 2:0  | Вест Бромвич Альбион | 22 ноября 1989 |
| Эксетер Сити     | 2:2  | Сандерленд           | 29 ноября 1989 |
| Манчестер Сити   | 0:1  | Ковентри Сити        | 22 ноября 1989 |
| Ноттингем Форест | 1:0  | Эвертон              | 22 ноября 1989 |
| Олдем Атлетик    | 3:1  | Арсенал              | 22 ноября 1989 |
| Суиндон Таун     | 0:0  | Саутгемптон          | 29 ноября 1989 |
| Транмир Роверс   | 2:2  | Тоттенхэм Хотспур    | 22 ноября 1989 |
| Вест Хэм Юнайтед | 1:0  | Уимблдон             | 22 ноября 1989 |

| Эксетер Сити            | 2:2 | Сандерленд            |
| ----------------------- | --- | --------------------- |
| Роуботем 17′ · Невилл ? |     | Армстронг ? · Гейтс ? |

| Ноттингем Форест | 1:0 | Эвертон |
| ---------------- | --- | ------- |
| Чепмен 83′       |     |         |

| Олдем Атлетик     | 3:1 | Арсенал   |
| ----------------- | --- | --------- |
| Ритчи 45′ · Хенри |     | Куинн 90′ |

| Суиндон Таун | 0:0 | Саутгемптон |
| ------------ | --- | ----------- |
|              |     |             |

| Транмир Роверс | 2:2 | Тоттенхэм Хотспур |
| -------------- | --- | ----------------- |
| Викерс · Стил  |     | Гаскойн · Линекер |

### Переигровки
| Хозяева           | Счёт | Гости          | Дата           |
| ----------------- | ---- | -------------- | -------------- |
| Саутгемптон       | 4:2  | Суиндон Таун   | 16 января 1990 |
| Сандерленд        | 5:2  | Эксетер Сити   | 5 декабря 1989 |
| Тоттенхэм Хотспур | 4:0  | Транмир Роверс | 29 ноября 1989 |

| Тоттенхэм Хотспур                            | 4:0 | Транмир Роверс |
| -------------------------------------------- | --- | -------------- |
| Хауэллз 30′ · Стюарт ? · Маббутт ? · Аллен ? |     |                |

## Пятый раунд
В пятом раунде приняли участие 8 команд, одержавшие победы в четвёртом раунде. Победитель определялся в одном матче, в случае ничейного исхода назначалась переигровка.

### Матчи
| Ноттингем Форест | 2:2 | Тоттенхэм Хотспур |
| ---------------- | --- | ----------------- |
| Кросби · Паркер  |     | Линекер · Седжли  |

| Саутгемптон        | 2:2 | Олдем Атлетик |
| ------------------ | --- | ------------- |
| Ле Тиссье ? (пен.) |     | Ритчи ? 90′   |

| Сандерленд | 0:0 | Ковентри Сити |
| ---------- | --- | ------------- |
|            |     |               |

| Вест Хэм Юнайтед | 1:1 | Дерби Каунти |
| ---------------- | --- | ------------ |
| Дикс             |     | Сондерс      |

### Переигровки
| Ковентри Сити     | 5:0 | Сандерленд |
| ----------------- | --- | ---------- |
| Ливингстон · Гинн |     |            |

| Дерби Каунти | 0:0 (доп. вр.) | Вест Хэм Юнайтед |
| ------------ | -------------- | ---------------- |
|              |                |                  |

| Олдем Атлетик    | 2:0 | Саутгемптон |
| ---------------- | --- | ----------- |
| Ритчи · Миллиган |     |             |

| Тоттенхэм Хотспур | 2:3 | Ноттингем Форест |
| ----------------- | --- | ---------------- |
| Найим · Уолш      |     | Ходж · Джемсон   |

### Вторая переигровка
| Вест Хэм Юнайтед | 2:1 | Дерби Каунти |
| ---------------- | --- | ------------ |
| Слейтер · Кин    |     | Сондерс      |

## Полуфиналы
В полуфиналах приняли участие 4 команды, победившие в пятом раунде. Каждая команда играла с соперником дважды: дома и на выезде, победитель определялся по сумме двух матчей.
Действущий обладатель Кубка Футбольной лиги «Ноттингем Форест» обыграл «Ковентри Сити». В другой полуфинальной паре «Олдем Атлетик» выбил из розыгрыша турнира «Вест Хэм Юнайтед» и впервые в своей истории вышел в кубковый финал на «Уэмбли».

### Первые матчи
| Ноттингем Форест         | 2:1 | Ковентри Сити |
| ------------------------ | --- | ------------- |
| Клаф ? (пен.) · Пирс 80′ |     | Ливингстон    |

| Олдем Атлетик                                                 | 6:0 | Вест Хэм Юнайтед |
| ------------------------------------------------------------- | --- | ---------------- |
| Адамс 12′ · Ритчи 18′ · Барретт 33′ · Холден 46′ · Палмер 70′ |     |                  |

### Ответные матчи
| Ковентри Сити | 0:0 | Ноттингем Форест |
| ------------- | --- | ---------------- |
|               |     |                  |

«Ноттингем Форест» выиграл со счётом 2:1 по сумме двух матчей.
| Вест Хэм Юнайтед               | 3:0 | Олдем Атлетик |
| ------------------------------ | --- | ------------- |
| Мартин · Дикс ? (пен.) · Келли |     |               |

«Олдем Атлетик» выиграл со счётом 6:3 по сумме двух матчей.

## Финал
Финал прошёл 29 апреля 1990 года на стадионе «Уэмбли» в Лондоне. В нём встретились «Ноттингем Форест» и «Олдем Атлетик». Победу с минимальным счётом благодаря голу Найджела Джемсона одержал ноттингемский клуб, выигравший второй Кубок Футбольной лиги подряд.
| Ноттингем Форест | 1:0 | Олдем Атлетик |
| ---------------- | --- | ------------- |
| Джемсон 47′      |     |               |

| Ноттингем Форест | Олдем Атлетик |